# بين جونسون (لاعب كريكت)
بين جونسون (1 أغسطس 1973 - ) (بالإنجليزية: Ben Johnson)‏ هو لاعب كريكت أسترالي.

## وصلات خارجية
- بين جونسون على موقع إي آس بي آن كريك إنفو (الإنجليزية)